# Boulevard Eugène-Deruelle
Le boulevard Eugène-Deruelle est une voie dans le 3e arrondissement de Lyon, en France. 

## Situation
Le boulevard Eugène-Deruelle relie la rue Garibaldi au boulevard des Brotteaux, longeant le centre commercial de la Part-Dieu.

## Odonymie
La rue porte le nom d'Eugène Deruelle (1859-1928), vétérinaire du Parc de la Tête d'or. Ce nom est attribué au boulevard par délibération municipale du 23 janvier 1933. Il s'est précédemment nommé boulevard des Casernes, entre 1868 et 1933,.

## Lieux remarquables
- Le bâtiment d'affaires Le Brittania se trouve sur le boulevard. Y est installé le tribunal des Prud'hommes de Lyon.
- Une plaque rend hommage au peintre Pierre Pelloux qui a vécu dans cette voie les trente dernières années de sa vie.
- Il y a deux stations Vélo'v sur le boulevard :  3003 (Part-Dieu Deruelle) et 3087 (Part-Dieu - Deruelle - Garibaldi).

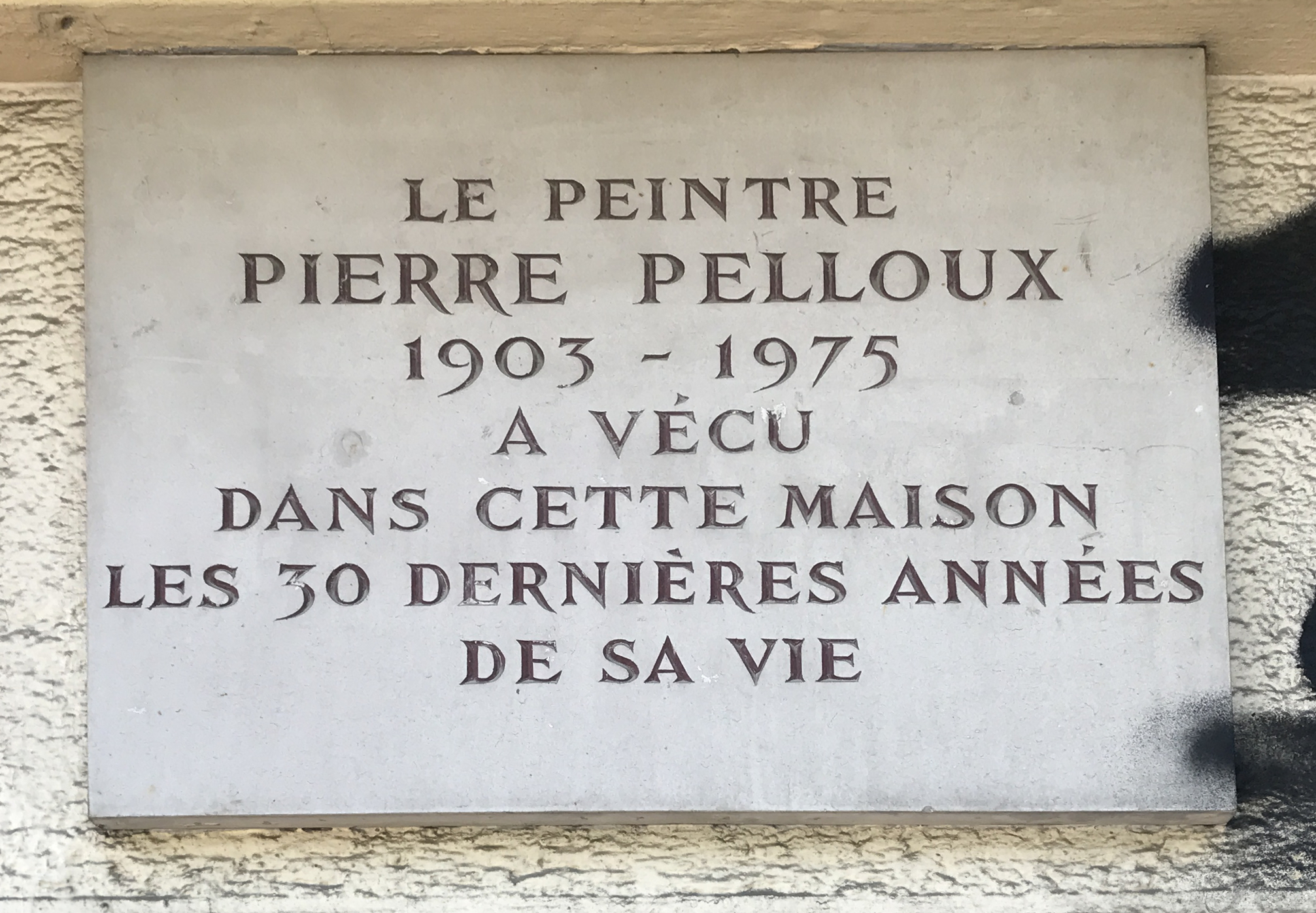
La plaque à Pierre Pelloux.
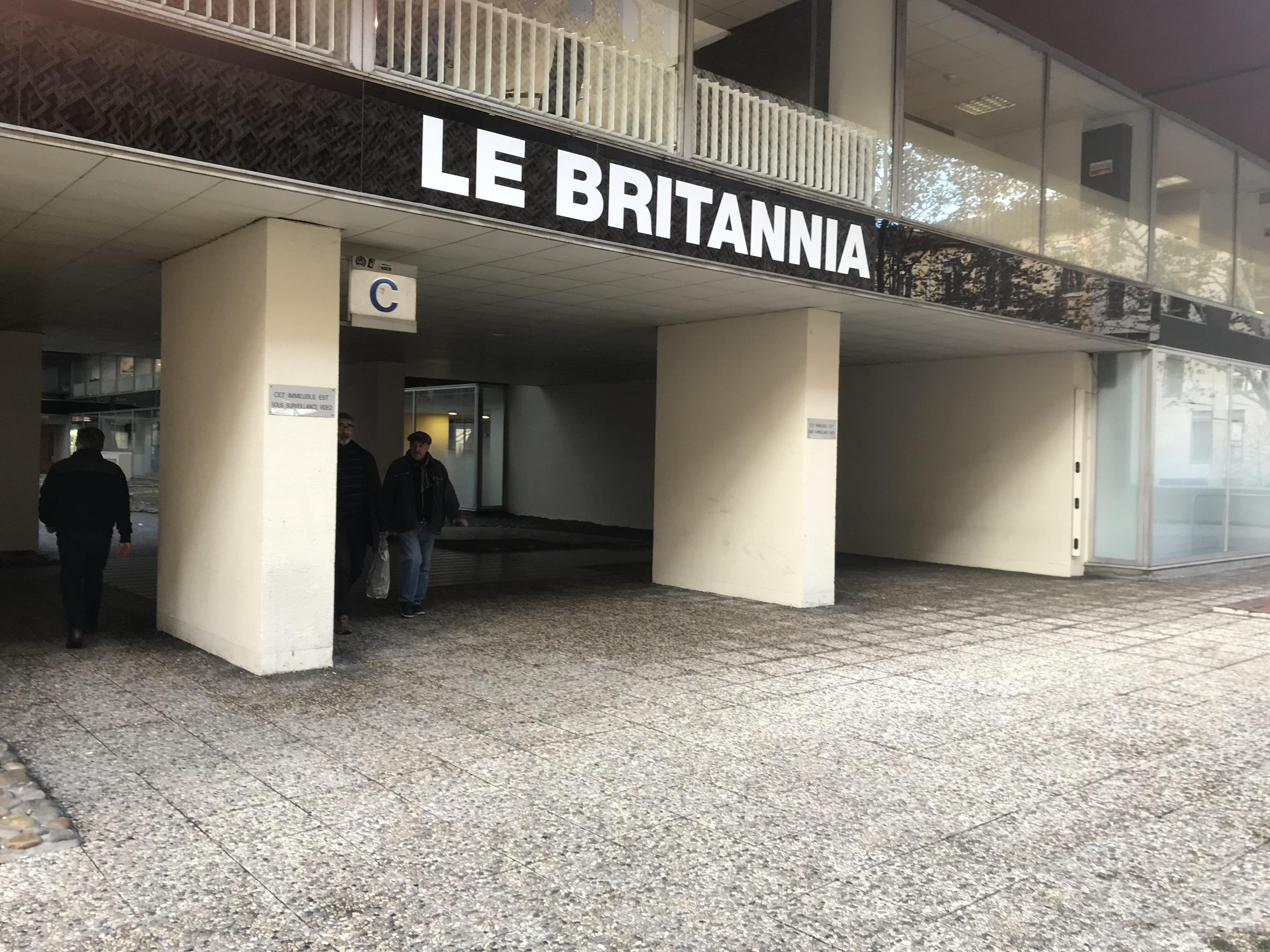
Accès au Britannia.
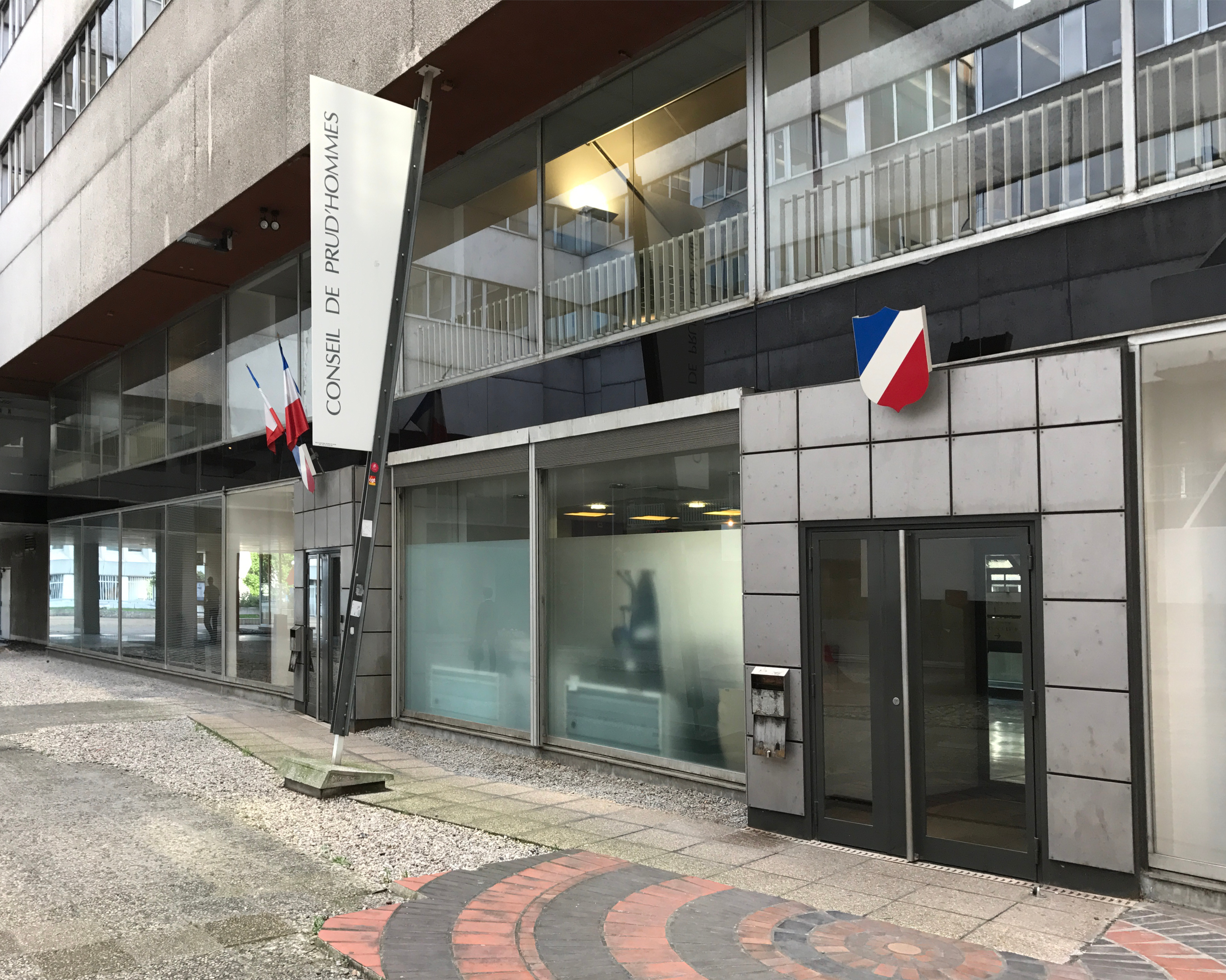
Tribunal des Prud'hommes.